# ゴルゴプスカバ

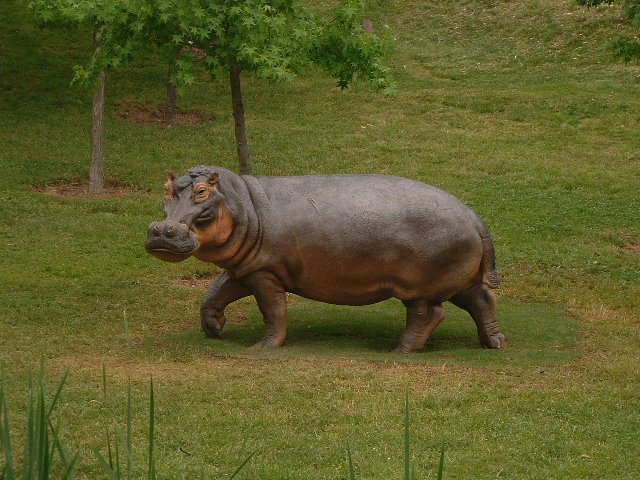
スペインのタラサ博物館に展示されている生体の復元想像模型。

ゴルゴプスカバ（Hippopotamus gorgops）は、新生代更新世のアフリカ大陸から地中海の東部（レバント）にかけて生息していたカバの化石種の一つである。

## 分類
種名は「ゴルゴーンの眼」を意味する。現生のカバ（H. amphibius）と同属であり、同様にレバントやヨーロッパに到達したアンティクースカバやベヒモスカバは本種の子孫またはシノニムと考えられている。

## 形態
子孫であるアンティクースカバと同様に、現生種のカバと比較するとかなり大型である。頭胴長は4 - 5メートル、体高は2.1メートル、体重は4-4.5トンになったと推定されている。
頭骨は現生種に比べて眼窩の位置が高くなっており、潜望鏡的な形状となっている。また、後頭部は頭部をより上方へと反らすことができる形状となっていた。
また、現生種よりも水中生活へ適応していたと考えられている一方で、四肢が発達していることからも現生種と同様に陸上でも自在に活動していたことが示唆されている。

## 生態

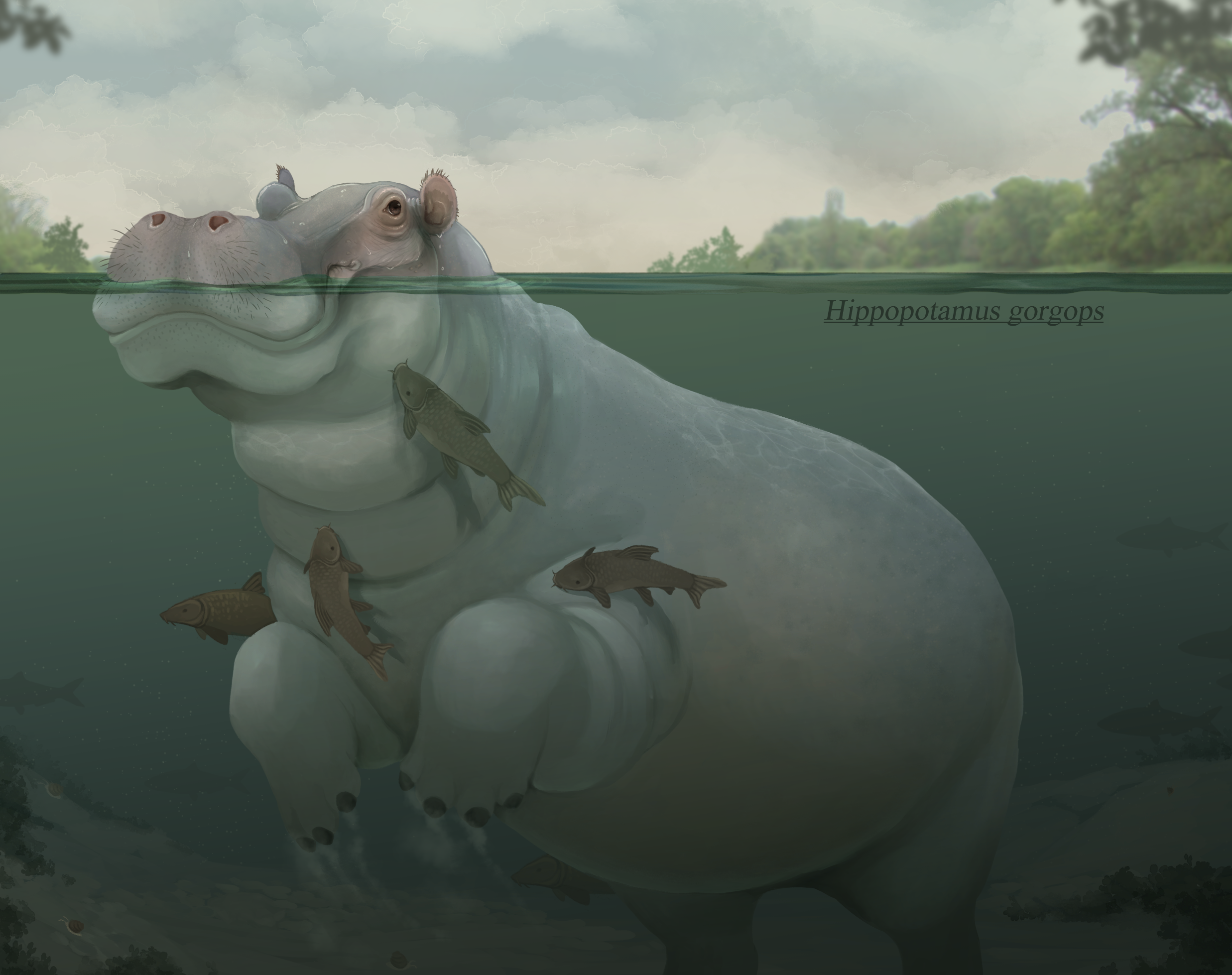
水中での生活の様子を描いた想像図。

頭骨の形態から、現生種に比べて水中への適応は高かったと推定されているが、同時に陸上でも支障なく活動していたと考えられている。
現生のカバは顎を大きく開くディスプレイ（所謂「あくび」）をよく行うことで知られ、化石種のカバも顎の構造などからに同様の行動を取っていたと推定されている。特にゴルゴプスカバの場合は後頭部の構造から、大きく開いた吻を他の種よりも高く持ち上げることが出来たことが示唆されている。
また、現生種と同様におそらく巨大な牙で水草を掘り起こして食べていたと推定されている。
成獣のゴルゴプスカバに天敵がいたのかは不明である。健康な成獣は危険な存在であり、当時の人間からも積極的な狩猟の対象とはされていなかったと考えられている。当時の東アフリカではマカイロドゥス亜科などの古参のグループはすでに姿を消しており、代わりにライオン。チーター、ヒョウ、シマハイエナ、リカオンなど現生とほぼ同様の捕食者の多様性が見られた。

## 人間との関係
現生種のカバと同様に、幼獣などは人間から標的にされた可能性があるが、健康な成獣は危険性が高いために（少なくとも積極的な）狩猟の対象としては見なされていなかったと考えられている。
タンザニアのオルドヴァイ渓谷から発見された骨角器にはゴルゴプスカバとレッキゾウに由来するものが含まれていると判明しており、約150万年前のものと推定されていることからも、既知の骨角器としては世界最古の部類と見なされている。